# Tindalos hundar

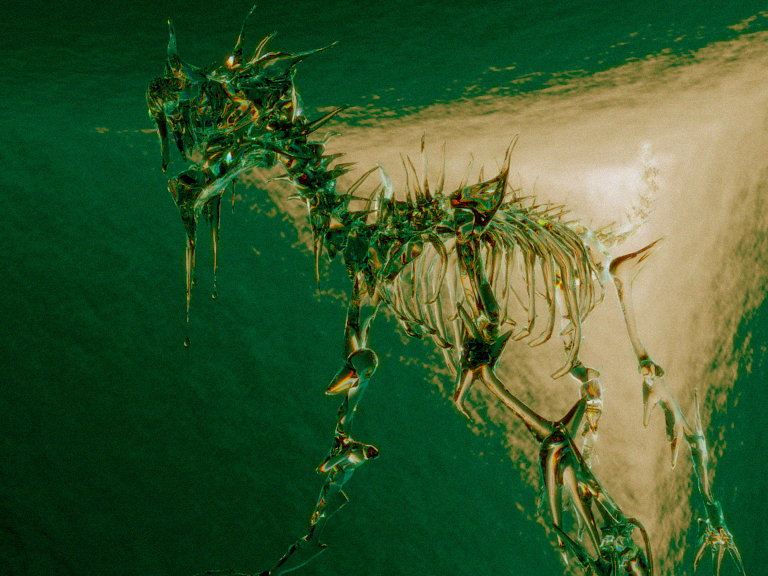
En Tindalos hund.

Tindalos hundar är fiktiva djur som förekommer i skräckromaner. Frank Belknap Long kom med uppslaget till H. P. Lovecrafts Cthulhu-mytologin. Monstret dyker upp för första gången i Longs novell "The Hounds of Tindalos" (1931). Lovecraft omnämner själv varelsen i sin novell "The Whisperer in Darkness" (1931).
Tindalos hundar uppehåller sig i jordens avlägsna förflutna, då normalt liv ännu inte hade nått förbi encelliga djur. De är demoner från en annan dimension och är en sorts tidens renhållningshjon. De sägs bo i tidens vinklade hörn, medan andra varelser härstammar från rundade kurvor. Hundarna anses odödliga och tros trakta efter något hos människorna eller annat normalt liv och de förföljer sina offer genom tid och rum för att få tag på det. Deras utseende är okänt, eftersom ingen som stött på dem överlever länge nog för att beskriva dem. Det berättas att de har långa, ihåliga tungor eller proboscis (slags snabel) för att suga ut offrens kroppsvätskor.

## Andra förekomster
- I berättelsen Tindalos av John Ajvide Lindqvist, där den kvinnliga huvudpersonen hemsöks av ett väsen med detta namn. Det har flera beröringspunkter med väsen i "The Hounds of Tindalos", och protagonisten läser Frank Belknap Longs historia för att skaffa insikt i vad det är som jagar henne.
- Tindalos hundar är mindre andeväsen, lupiner, i spelet Final Fantasy X-2.
- Hundarna jagar tidsresenären De Marigny i Brian Lumleys Elysia (bok VI av "Titus Crow" eller Cthulhu Cycle Deities saga).
- Shadow Hearts använder en mycket lös tolkning för sin boss.
- Macho Women with Guns är en lajvkomedi som parodiserar många ämnen, däribland Cthulhu-myten.  Bland "critters" förekommer Tindalos' valpar.
- I The Unspeakable Vault (of Doom), en webserie-satir över varelserna i Cthulhu-myterna, finns det en hundlik varelse som kan ta sig genom andra dimensioner vid namn Tindaloo.
- I Peace Talks (The Dresden Files, bok 16), förekommer Tindalos hundar där de benämns som cornerhounds.